# فرودگاه تمبوکتو
فرودگاه تمبوکتو  (به انگلیسی: Timbuktu Airport) (به زبان بومی: Tombouctou Airport) یک فرودگاه همگانی با کد یاتا TOM است که یک باند فرود آسفالت دارد و طول باند آن ۲۱۱۰ متر است. این فرودگاه در کشور مالی قرار دارد و در ارتفاع ۲۶۳ متری از سطح دریا واقع شده است.